# 閃電十一人Online
《閃電十一人 online》（日语：イナズマイレブンオンライン）由LEVEL-5推出閃電十一人的電腦版作品，在2014年五月中旬啟用 並在2015年3月15宣佈關閉

## 外部連結
- 閃電十一人online 官方網站